# Плътърещ
Плътърещ (на румънски: Plătărești) е село в Румъния, административен център на община Плътърещ, окръг Кълъраш. Намира се на 50 метра надморска височина. Според преброяването през 2011 г. е с население от 1711 души.
Българите се заселват в селото през периодите 1806 – 1814 г. и 1828 – 1834 г. Някои данни сочат, че българи са живеели в селото още през 14 век. В периода 1910 – 1920 г. в селото са живеели 620 българи от Разградско. През 1972 г. над 80% от населението на селото са българи, но малко от тях говорят български език. Българи живеят в селото и в наши дни. Българският говор е от мизийски тип.